# Mimobolbus congolensis
Mimobolbus congolensis är en skalbaggsart som beskrevs av Renaud Maurice Adrien Paulian 1941. Mimobolbus congolensis ingår i släktet Mimobolbus och familjen Bolboceratidae. Inga underarter finns listade i Catalogue of Life.